# Стравино (Тренто)
Стравино је насеље у Италији у округу Тренто, региону Трентино-Јужни Тирол.
Према процени из 2011. у насељу је живело 387 становника. Насеље се налази на надморској висини од 515 м.